# Paweł Murza-Mucha
Paweł Murza-Mucha (ur. 27 września 1921 w Wąchocku zm. 25 sierpnia 1991 w Warszawie) – polski profesor i wynalazca.

## Życiorys

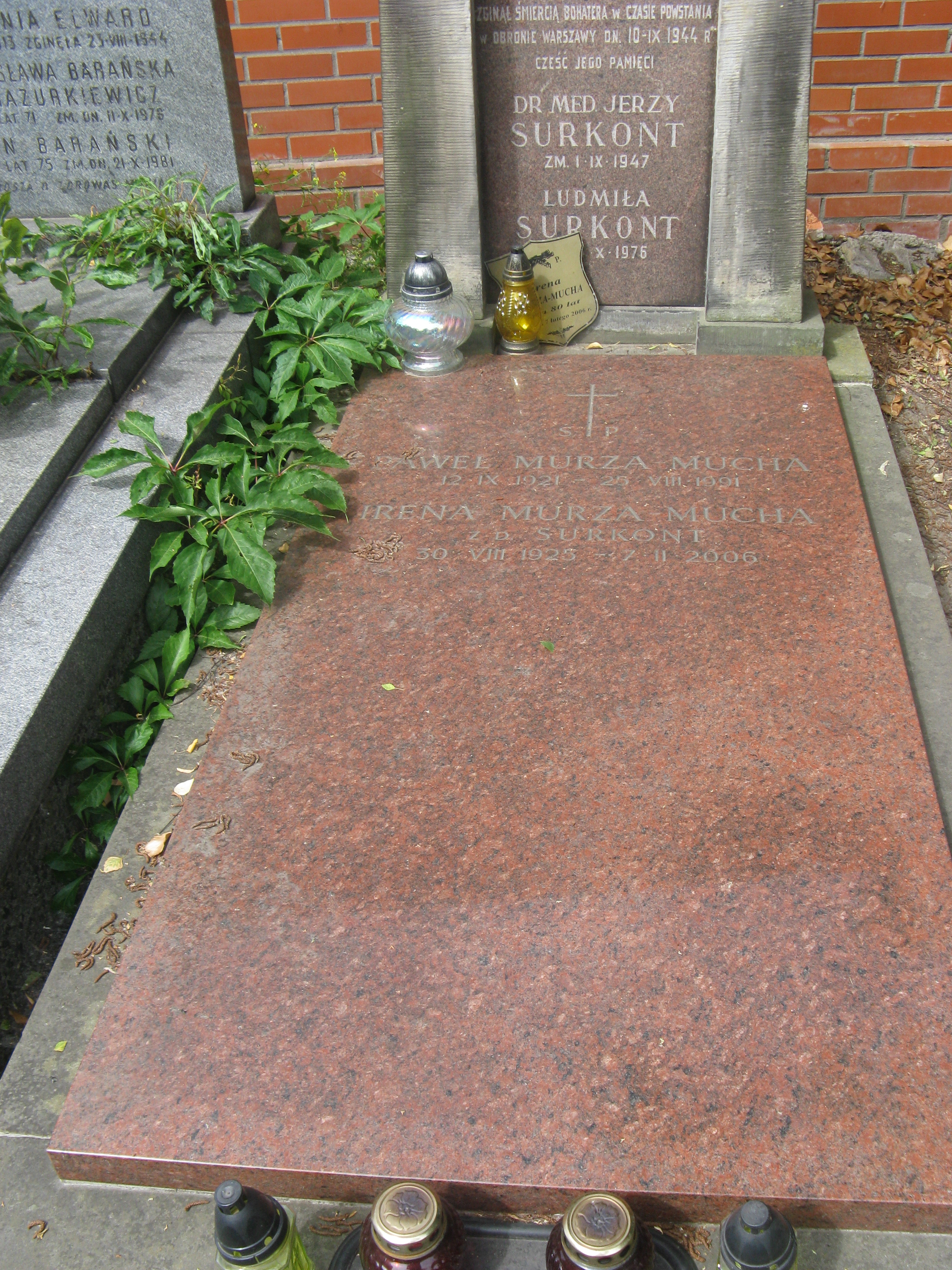
Grób Pawła Murza-Muchy na cmentarzu Powązkowskim

W 1937 ukończył Gimnazjum Ogólnokształcące im. Witkowskiego w Skarżysku-Kamiennej. W 1939 zdał maturę w Liceum Przyrodniczym im. J. Długosza we Włocławku. Od 1940 uczęszczał do Wyższej Szkoły Budowy Maszyn im. Wawelberga i Rotwanda w Warszawie, a po jej ukończeniu w 1943 rozpoczął studia 
w Państwowej Wyższej Szkole Technicznej w Warszawie. Wszyscy pracownicy PWST byli równocześnie pracownikami konspiracyjnej Politechniki Warszawskiej. W 1943 r. na skutek dekonspiracji, przerwał studia, ponieważ był poszukiwany przez gestapo. W chwili gdy cała jego rodzina została aresztowana, wstąpił do partyzantki Batalionów Chłopskich. W latach 1945–1947 studiował na Wydziale Mechaniki Politechniki Łódzkiej, uzyskał dyplom inżyniera mechanika. W 1948 rozpoczął pracę na Wydziale Mechanicznym Politechniki Warszawskiej, w Katedrze Obróbki Metali, w Zakładzie Odlewnictwa pod kierunkiem profesora L. Uzarowicza. W 1964 uzyskał stopień doktora nauk technicznych, a tytuł profesora w 1983.
W latach 1981–1985 sprawował funkcję dziekana Wydziału Mechanicznego Technologicznego Politechniki Warszawskiej. Z funkcji tej został odwołany przez ówczesne władze w związku z represjami politycznymi. Był wybitnym specjalistą inicjującym nowe prace badawcze. Jego liczne pomysły naukowo-badawcze zostały wdrożone w praktyce.
Wynalazł i opatentował m.in. „masę do produkcji rdzeni i form odlewniczych” - 3 listopada 1976 oraz „ sposób wytwarzania stopowych warstw powierzchniowych na odlewach” – kwiecień 1990.
Został pochowany na cmentarzu Powązkowskim w Warszawie (138a-5-30).

## Stanowiska
- W latach 1950–1951 adiunkt, a następnie docent w Katedrze Odlewnictwa Politechniki Warszawskiej.
- Od 1983 r. profesor nadzwyczajny.
- Od 1970 r. pierwszy dyrektor Instytutu Technologii Bezwiórowych.
- W latach 1973–1991 kierownik Zakładu Odlewnictwa.
- W latach 1981–1985 dziekan Wydziału Mechanicznego Technologicznego Politechniki Warszawskiej.
- Przewodniczący Zarządu Oddziału Warszawskiego Stowarzyszenia Technicznego Odlewników Polskich[1].

## Członkostwa[1]
- Członek:

1. Komitetu Metalurgii Polskiej Akademii Nauk PAN
2. Rady Naukowej Instytutu Odlewnictwa w Krakowie
3. Zarządu Głównego Stowarzyszenia Odlewników Polskich w Krakowie
4. Zarządu Oddziału Warszawskiego STOP.

## Nagrody, wyróżnienia, odznaczenia[1]
- Krzyż Partyzancki
- Odznaka Grunwaldzka
- Złoty Krzyż Zasługi
- Krzyż Walecznych
- Krzyż Kawalerski Orderu Odrodzenia Polski
- Medal Komisji Edukacji Narodowej

## Ważne publikacje
- „Produkcja odlewów ze stopów aluminium w oparciu o masy ze spoiwem sodowym - SOCOR - nowy system produkcji odlewów ze stopów aluminium”, P.Murza-Mucha, Z. Koszarewski, 1979[1];
- „Możliwość zastosowania uproszczonego procesu przesycenia odlewów kokilowych ze stopów aluminium – krzem”, P.Murza-Mucha, R.Szostak 1980;
- „Początki odlewnictwa żeliwa w Polsce” Kazimierz Sękowski Kraków 1983 – recenzja P. Murza-Mucha, Kwartalnik Historii Nauki i Techniki 29/3-4,703-704, 1984, „Metalurgia topnienia metali”, wyd. Szkolne i Pedagogiczne 1977;
- „Technologia topnienia metali”, wyd. PW 1976; „Żeliwo modyfikowane w praktyce odlewniczej”, Warszawa 1956, wyd. Państwowe Wydawnictwa Techniczne[1];
- Wynalazł i opatentował m.in. „masę do produkcji rdzeni i form odlewniczych” - 3 listopada 1976, czy

„ sposób wytwarzania stopowych warstw powierzchniowych na odlewach” – kwiecień 1990.